# Bataille de Leipzig : carte du 16 octobre 1813, entre 8 heures et 13 heures

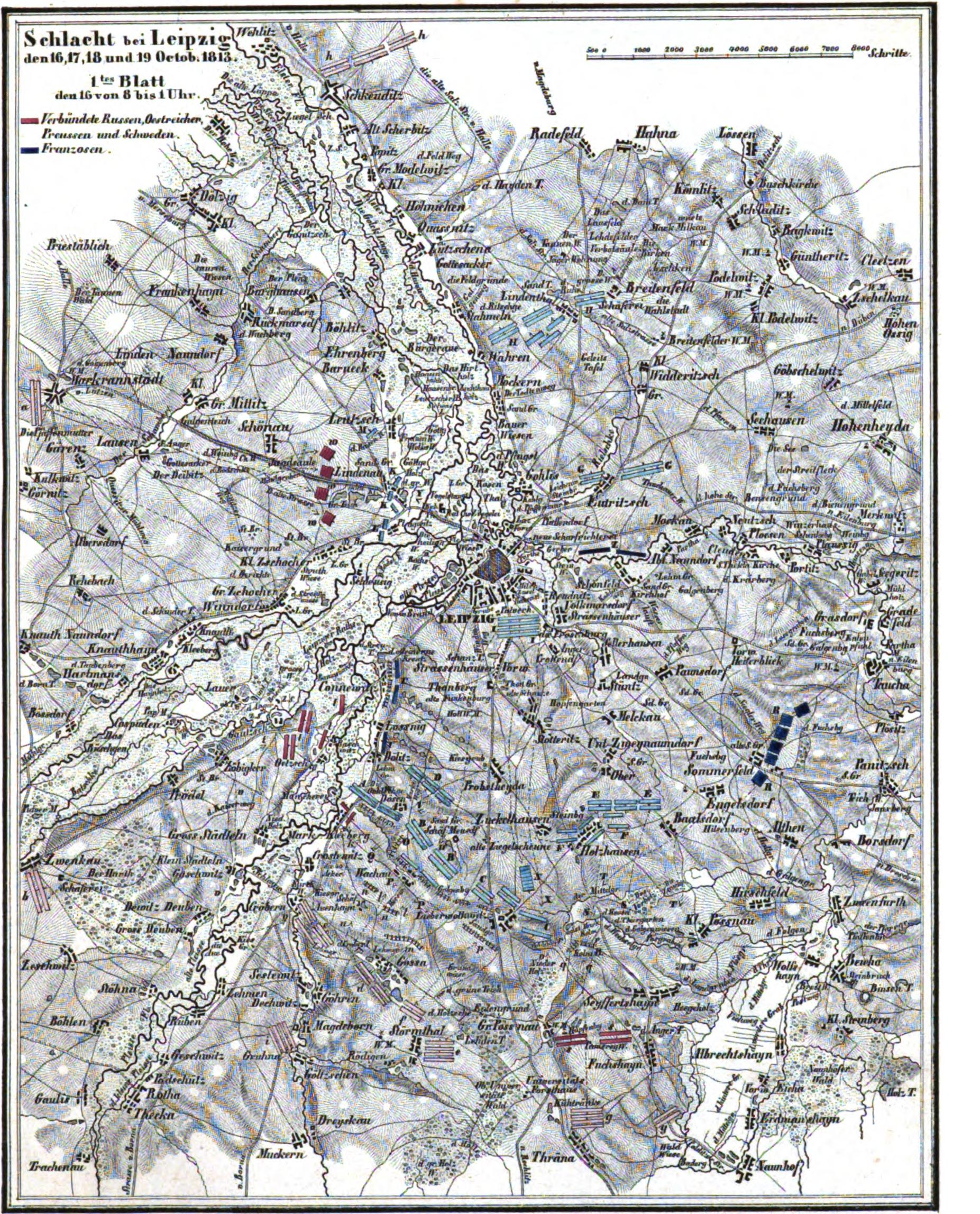
Leipzig, 16 octobre avant 13 heures.

La carte de la bataille de Leipzig le 16 octobre 1813 d'après J.E Woerl permet de mieux comprendre le déroulement de la bataille entre 8 heures et 13 heures. 
Cette carte a été publiée dans Geschichte der Kriege von 1792 bis 1815. Band 2 : Schlachten Atlas publié en 1852. 
Sur la carte, les lettres en majuscules représentent des troupes ou des événements français, les lettres en minuscule des troupes ou événements de la coalition et renvoient à la légende suivante.
- Pour la composition des troupes françaises : voir Ordre de bataille français lors de la bataille de Leipzig.
- Pour la composition des troupes coalisées : voir Ordre de bataille de la coalition lors de la bataille de Leipzig.

## Position des forces françaises à 8 heures
- AA : 8e corps d'infanterie du Général Poniatowski, une division et une brigade de cavalerie, sur les hauteurs en arrière de Markkleeberg soit 5 000 hommes, 300 cavaliers et 32 canons.
- BB : 2e corps d'infanterie du Maréchal Victor, trois divisions, sur les hauteurs en arrière de Wachau, soit 18 174 hommes et 55 canons.
- CC : 5e corps d'infanterie du Général Lauriston, trois divisions et une brigade de cavalerie, sur les hauteurs en arrière de Liebertwolkwitz, soit 11 078 hommes, 764 cavaliers et 48 canons.
- DD : 4e corps de cavalerie du Général Kellerman, deux divisions de cavalerie, en avant de Dosen, soit 2 920 cavaliers et 8 canons.
- EE : 5e corps de cavalerie du Général Pajol, trois divisions de cavalerie, vers Haulzhausen, soit 4 218 cavaliers et 12 canons.
- FF : 9e corps d'infanterie du Maréchal Augereau, deux divisions d'infanterie, à Haulzhausen, soit 8 515 hommes et 12 canons.
- GG : 4e corps d'infanterie du Général Bertrand, trois divisions d'infanterie et deux brigades de cavalerie, près d'Eutritzsch, soit 8 366 hommes, 368 cavaliers et 30 canons.
- HH : 3e corps d'infanterie du Maréchal Marmont, trois divisions d'infanterie et une brigade de cavalerie, près de Lindenthal, soit 15 079 hommes, 935 cavaliers et 92 canons
- HH : 3e corps de cavalerie du Général Arrighi, trois divisions de cavalerie, près de Lindenthal, soit 4 140 cavaliers et 18 canons.
- II : Infanterie de la Vieille Garde Impériale du Maréchal Mortier, deux divisions d'infanterie, près de Reudnitz, soit 10 819 hommes et 32 canons.
- II : Infanterie de la Jeune Garde Impériale du Maréchal Oudinot, quatre divisions d'infanterie, près de Reudnitz, soit 21 752 hommes et 96 canons.
- II : Cavalerie de la Garde Impériale du Général Nansouty, trois divisions de cavalerie, près de Reudnitz, soit 7 456 cavaliers et 24 canons.
- II : 1er corps de cavalerie du Général Latour-Maubourg, cinq divisions de cavalerie, près de Reudnitz, soit 6 480 cavaliers et 33 canons.
- KK : 3 bataillons de la brigade Bertrand (garnison de Leipzig) à Lindenau soit 2 294 hommes et 16 canons (quatre redoutes ont été construites en avant de Lindenau et garnies de 40 canons tirés de l'arsenal de Leipzig).
- LL : 1 bataillon de la brigade Bertrand (garnison de Leipzig) à Plagwitz soit 730 hommes.
- MM : 1 bataillon de la brigade Bertrand (garnison de Leipzig) à Leutsch soit 605 hommes.
- N : Quartier général de Napoléon.
- R : 11e corps d'infanterie de Maréchal Macdonald et le 2e corps de cavalerie du général Sébastiani sont en marche depuis Taucha en direction de Possna où ils doivent participer à la bataille avec leurs 17 008 hommes, 6 122 cavaliers et 91 canons (partis très en retard de Taucha, ils ne seront dans les environs de Sommerfeld qu'à 10 heures seulement).

Troupes non représentées sur la carte de 8 heures : 
- le restant de la Garnison de Leipzig du Général Margaron dans la ville de Leipzig (brigades von Hochberg et cavalerie : 2 423 hommes, 1 674 cavaliers)
- la division provisoire Lefol (2 229 hommes) forme un cordon entre Leipzig et Markleeberg sur la rive droite de la Pleisse
- 3e corps d'infanterie du Général Souham en marche vers Mockau (par la route de Duben) doit rejoindre Leipzig (seules deux divisions pourront rejoindre)
- la division du Général Dombrowski à Plosen
- 7e corps d'infanterie du Général Reynier est à Eilenbourg et ne participe pas à la bataille

## Position des forces coalisées à 8 heures
aa : 3e corps autrichien du général Gyulay (sans la division Murray), la division Liechtenstein, et le corps franc de cavalerie Thielmann , soit trois divisions d'infanterie et 12 régiments de cavalerie sont près de Markrandstaedt avec 13 040 hommes, 5 404 cavaliers et 72 canons

bb : 2e corps autrichien du général Merveldt, deux divisions d'infanterie, est en avant de Zwenkau avec ses 13 037 hommes, 1 092 cavaliers et 50 canons

bb : Réserve d'infanterie autrichienne du prince de Hesse-Hombourg à Zwenkau doit soutenir Merveldt avec ses 16 297 hommes et 40 canons

bb : Corps de cuirassiers autrichiens du général Nostitz à Zwenkau avec 3 417 cavaliers et la réserve d'artillerie autrichienne de 112 canons.

cc : 1re colonne du général Kleist à Cröbern est composée de la 12e brigade prussienne du prince Auguste, de la 14e division russe du général Helfreich, de la brigade de cuirassiers Lévachov et du régiment de hussards Loubno soit 7 025 hommes, 1 638 cavaliers et 24 canons

dd : 2e colonne du prince Eugène de Wurtemberg à Gossa est composée du 2e corps d'infanterie russe du prince de Wurtemberg et de la 9e brigade prussienne du général Klux soit 11 036 hommes et 48 canons, plus une batterie lourde de 24 canons de calibre 12 (de la réserve d'artillerie russe)

ee : 3e colonne du prince Gortchakov à Stoermthal est composée de la 5e division russe du général Mezentzov et la 10e brigade prussienne du général Pirch soit 9 468 hommes et 36 canons

ff : Cavalerie du comte Pahlen est entre la 2e et 3e colonne avec son corps de cavalerie russe et la cavalerie prussienne des 9e et 10e brigades, soit 3 163 cavaliers

gg : 4e colonne du général Klenau est entre Traena et Naunhof avec le 4e corps autrichien du général Klenau, la 11e brigade prussienne du Général Ziethen et le 2e corps de cavalerie prussien du Général Röder soit 26 632 hommes, 6 231 cavaliers et 56 canons.

ii : garde russes et prussiennes du grand-duc Constantin en arrière de Magdeborn soit 22 513 hommes, 7 668 cavaliers et 288 canons. 

hh : Armée de Silésie du général Blücher à Scheudnitz (en colonne de marche) avec 53 938 hommes, 26 574 cavaliers et 368 canons 

## Bataille de Wachau
Vers 9 heures, le général Comte de Wittgenstein, qui commande les forces coalisées sur la rive droite de la Pleisse, lance l'attaque générale en quatre colonnes sur les positions françaises. Ce combat porte en France le nom de bataille de Wachau.
La première colonne Kleist s'avance en colonne par la route qui passe à Crostewitz et se dirige vers Markkeelberg (kk). La marche de la colonne se fait sous le feu des batteries françaises positionnées sur les hauteurs à l'ouest de Wachau (OO) qui prennent la colonne en flanc. Deux bataillons prussiens parviennent à prendre d'assaut Markkeelberg et chassent deux bataillons polonais qui se replient sur les hauteurs plus en arrière. Aussitôt Poniatowski contre-attaque avec la 26e division d'infanterie et parvient à reprendre le village. Mais il en de nouveau chassé par la 12e brigade prussienne qui s’empare du village. Vers dix heures, Napoléon envoie le 9e corps d'Augereau en soutien de Poniatowski (V). Poniatowski et la division Smellé relancent un assaut sur le village (Q), Poniatowski de front, Semllé par l'est (la division Turreau a été détachée vers Connewitz où elle participe au combat du même nom). La 14e division russe s'avance contre Smellé et stoppe son attaque pendant que le Prince Auguste parvient à repousser l'attaque polonaise. 
La deuxième colonne du prince Eugène s'avance sur Wachau (ll), précédée par la batterie de 24 pièces de 12 (mm). Mais l'artillerie française sur les hauteurs de Wachau est plus nombreuse et finit par démonter la batterie russe. L'infanterie du Prince Eugène se déploie dans la plaine et deux bataillons sont envoyés à l’assaut de Wachau. Ils sont repoussés (PP) et l'infanterie russe et prussienne reste dans ses positions. Eugène Wurtemberg fait alors avancer toute son artillerie et reçoit en renforts encore quelques pièces de canons issus de la réserve russe. Une batterie d'environ 80 pièces est alors mise en place en face de Wachau (nn), protégée par l'infanterie. Une forte et longue canonnade neutralise les deux camps sur ce point. Vers 10 heures, Napoléon envoie la 3e et la 4e division de la jeune garde sous le commandement d'Oudinot en réserve derrière les troupes de Victor à Wachau (WW).  
La troisième colonne du Prince Gortchakov se dirige sur Liebrtwolkwitz en longeant le bois de l'université et engage le combat par le côté sud-est du village (oo) avec la division Maison du 5e corps de Lauriston. À sa gauche, le comte Pahlen s'avance contre le monticule Galgenberg (pp) et y fait déployer une batterie d'artillerie
La quatrième colonne de Klenau s'avance par la route à l'ouest de Seyffertshayn (qq) et tente de déborder les Français par leur flanc est, la cavalerie de Roder en tête. Mais celle-ci est interceptée par la cavalerie du 5e corps de Pajol au niveau du Klomberg (S). Après un rapide combat, la cavalerie française doit se replier. La brigade autrichienne Spleny attaque Liebertwolkwitz par le flanc est (rr) mais est repoussée par la division Rochambeau du 5e corps de Lauriston. Pendant cette attaque, deux batteries (24 pièces) sont installées sur le Klomberg (S). Le gros de la colonne de Klenau s'étend entre Gross-Possnau et Fuschshayn (ss). Devant le retard du 11e corps de Macdonald qui devait occuper le flanc Est français, Napoléon dépêche vers 11 heures les 1er corps de cavalerie (Latour-Maubourg) et 5e corps de cavalerie Pajol (sauf la division Milhaud) former la ligne entre Liebertwolkwitz et Holzaushen. Le maréchal Mortier, qui se voit confier provisoirement la première et deuxième division de la jeune garde est également envoyé de ce côté en réserve derrière la cavalerie des 1er et 5e corps. 
À midi, le 11e corps de Macdonald et le 2e corps de cavalerie de Sébastiani arrivent enfin sur le champ de bataille au sud de Holzaushen (T). De leur côté, les coalisés font avancer les réserves russes et prussiennes entre Gossa et Cröbern, en face de Wachau. Le front de la bataille de Wachau est stabilisé vers midi.

## Combat de Connewitz
Le corps du Général Merveldt s'avance vers 8 heures sur Connewitz (tt) mais ses éclaireurs lui annoncent que le pont est détruit, et le passage impraticable. Il se rabat donc sur Lösnig où il pense pouvoir traverser à gué. Mais les marais et les bois épais ralentissent considérablement sa marche. Et là encore, la rivière, gonflée par les eaux de pluie des derniers jours, n'est pas guéable. Les quelques voltigeurs de la division Lefol suffisent à empêcher toute traversée de la rivière. Son aile droite parvient toutefois à s'emparer du Château de Dôlitz (qui se trouve sur la rive gauche). Poursuivant sur son succès, l'aile droite autrichienne traverse la rivière à pied et se lance à l'assaut du moulin de Dölitz sur la rive droite. Mais les quelques voltigeurs de la division Lefol qui s'y trouvent barricadés dans le bâtiment suffisent à les repousser. Les autrichiens tentent en vain d'y mettre le feu.

À 11 heures, tous les efforts autrichiens sont vains. 14 000 hommes de Merveldt et 19 800 du Prince de Hesse-Hombourg sont arrêtés par une rivière, un pont détruit et quelques centaines de français (UU). Napoléon envoie tout de même la division Turreau (4 500 hommes du 9e corps d'Augereau) en soutien de la division Lefol (V).

## Combat de Lindenau
À 9 heures, Giulay met ses troupes en marche par trois colonnes (ww) : 
- la première formée de la Brigade du Prince de Hesse-Hombourg (1re division légère), marche en direction de Leutz sous la direction du Prince de Hesse-Hombourg, soit 2 943 hommes et 12 canons
- la seconde formée de la division Creneville et de la brigade von Riesenburg (3e division autrichienne) est dirigée par Giulay et marche sur Lindenau dans ce qui forme l'attaque principale avec 6 295 hommes et 14 canons
- la troisième est formée par la brigade Czollich qui dirige la colonne vers Plagwitz avec 3 802 hommes et 8 canons
- la cavalerie de la division Liechtenstein marche en réserve de la seconde colonne et la cavalerie de Thielmann reste encore plus en arrière et ne participe pas au combat

À 10 heures, lorsque le général français Morio de L'Isle qui commande les 3 629 hommes de la garnison de Leipzig se trouvant sur la rive gauche de l'Eister, il demande au Maréchal Ney de lui envoyer des renforts. Celui-ci détache les trois divisions du 4e corps du Général Bertrand (YY). Ce dernier envoi immédiatement la division Morand sur la rive gauche et laisse ses deux autres divisions dans Leipzig car il n'a pas la place de déployer tout son corps sur la rive gauche. 
À 13 heures, les autrichiens, qui avancent prudemment et difficilement dans ce terrain marécageux, ne sont toujours pas arrivés et le combat n'a pas encore commencé, si ce n'est les quelques coups de canons tirés par l'artillerie française à l'approche des têtes de colonne devant Lindenau.

## Combat de Möckern
Le 6e corps du Maréchal Marmont a pris position à Breitenfeld, Lindenthal et Wahren (HH) où se sont retranchées depuis deux jours ses trois divisions (15 079 hommes et 92 canons). La cavalerie de la division Lorge (3e corps de cavalerie) et de la brigade de cavalerie Normann (2 295 cavaliers et 3 canons) est étendue en avant de la ligne.

L'armée de Silésie du général Blücher est encore en arrière de Schkeuditz. Le Général Blücher vient vers 9 heures mener une reconnaissance personnelle vers Lutzchena afin d'observer le dispositif français avant de mettre son armée en marche. Il s'agit également de laisser le temps aux troupes de se reposer et à l'arrière-garde de rejoindre.

Un peu avant 10 heures, Blücher met son armée en marche : Langeron doit se porter sur Radefeld avec son corps en première ligne, suivi de Sacken et Saint-Priest, puis attaquer Breitenfeld. Le Général York doit lui attaquer Lindenthal. Le restant de l'armée de Silésie doit se porter sur Wharen.

Au même moment, Marmont, qui vers 9h00 a reçu l'ordre de Napoléon écrit à 8h de marcher au sud de Leipzig pour servir de réserve à la bataille de Wachau, doit être remplacé dans ses positions par le 3e corps (Souham) qui est encore en marche (deux divisions sont arrivées à Mockau). Mais lorsqu'il voit l'avance de l'armée de Silésie (que personne ne savait être à Sckeuditz), Marmont décide qu'il ne peut abandonner ses positions pour exécuter l'ordre de Napoléon car le 3e corps ne peut pas encore le remplacer. Il informe aussitôt le Maréchal Ney (son supérieur direct) et Napoléon qu'il reste dans ses positions jusqu'à l'arrivée du 3e corps.

À 11 heures, il reçoit un nouvel ordre formel de Napoléon d'abandonner ses positions sur le champ et de laisser le 3e corps défendre contre Blucher. Il semble qu'au moment où il rédige cet ordre, Napoléon n'ait pas eu conscience de l’imminence du danger qui menace le corps de Marmont. Les 15 000 français doivent affronter plus de 60 000 hommes et quitter les villages fortifiés leur ferait courir un grand danger. De concert avec Ney, Marmont décide de rester dans ses positions. Ney décide alors d'envoyer à Napoléon les deux divisions de Souhamm au sud de Leipzig à la place de Marmont (ZZ).

Mais un troisième ordre de Napoléon, écrit avant qu'il apprenne que le 3e corps devait venir à la place du 6e, exige le départ immédiat de Marmont. Celui-ci s'exécute donc vers midi, au moment même où il allait être engagé par l'avant-garde des colonnes prussiennes.

Marmont se replie donc sur Möckern et Widderitzsch.